# البروتينات المستقبلة للضوء
البروتينات المستقبلة للضوء هي بروتينات حساسة للضوء تعمل على الاستشعار والاستجابة للضوء في مختلف الكائنات الحية. بعض الأمثلة هي رودوبسين في الخلايا المستقبلة للضوء في شبكية العين الفقارية، فيتوكروم في النباتات، وفيتوكرومات بكتيرية في بعض البكتيريا. تساعد على تنظيم الاستجابات الضوئية المختلفة مثل الإدراك البصري، الانتحاء الضوئي، وكذلك الردود على نظام الليل والنهار مثل الإيقاع اليوماوي وغيرها من الفترات الضوئية بما في ذلك التحكم في اوقات الازهار في النباتات ومواسم التزاوج عند الحيوانات. 

## البناء
تتكون البروتينات الضوئية عادة من جزئين وهما الجزء البروتيني وجزء الصبغة الضوئية الغير البروتيني الذي يتفاعل مع الضوء عبر المصاوغة الضوئية أو الاختزال الضوئي، وبالتالي ان وجود أي تغيير في مستقبلات البروتين ينتج منه انتقال الإشارة وتحولها إلى شكل اخر. وتشمل اصباغ المستقبلات الضوئية الصبغة الضوئية الموجودة في شبكية العين مثل صبغة رودوبسين في الحيوانات، فلافين (بروتينات فلافينية) مثل الكريبتوكرومات في النباتات والحيوانات، والبيلينات مثل فيتوكروم في النباتات. 

## المستقبلات الضوئية في الحيوانات
- الميلانوبسين: في شبكية العين للفقاريات، تنظم المنعكس الحدقي، وتعمل على في تنظيم إيقاعات الساعة البيولوجية
- فوتوبسين: يعمل على استقبال ألوان مختلفة من الضوء في الخلايا المخروطية لشبكية العين الفقارية
- رودوبسين: استقبال الضوء الأخضر والأزرق في الخلايا العصوية لشبكية العين في الفقاريات
- البروتين كيناز C: تعدل تعطيل مستقبلات الضوء وانحطاط الشبكية[1]
- OPN5 : بروتين مستقبل للضوء حساس للأشعة فوق البنفسجية[2]

## المستقبلات الضوئية في النباتات
- UVR8 : استقبال ضوء UV-B
- الكريبتوكروم: استقبال الضوء الأزرق والأشعة فوق البنفسجية
- فوتوتروبينات: إدراك الضوء الأزرق و UV-A (للتوسط في الانتحاء الضوئي وحركة البلاستيدات الخضراء)
- فيتوكروم: استقبال الضوء الأحمر

جميع المستقبلات الضوئية المذكورة أعلاه تسمح للنباتات باستشعار الضوء بأطوال موجية مختلفة تتراوح من 280 نانومتر (UV-B) حتى 750 نانومتر (الضوء الأحمر البعيد المدى). يمكن للنباتات استخدام الضوء بأطواله الموجية المختلفة حيث ان بيئتها تشير إلى بدء التغيرات التنموية الهامة.
في بذور النباتات، المستقبِل الضوئي فيتوكروم هو المسؤول عن العملية المسماة التكوُّن الضوئي. يحدث هذا عندما تتعرض البذرة الموجودة في بيئة من الظلام للنور. يؤدي التعرض لفترة وجيزة للإشعاع الكهرومغناطيسي إلى تنشيط فيتوكروم داخل البذرة. وهذا بدوره يرسل إشارة عبر مسار إلى النواة، ويطلق مئات الجينات المسؤولة عن النمو والتطور.

## مستقبلات ضوئية في السوطيات المنجذبة للضوء
- قناة رودوبسين: في الطحالب أحادية الخلية، يعدل الاستجابة الضوئية للكائنات الحية (حركة الكائن الحي نحو أو بعيدا عن مصدر الضوء)
- كلاميوبسين وفولفوكسوبسين
- فلافوبروتينات

## المستقبلات الضوئية في العتائق والبكتيريا
- الفيتوكروم البكتيري
- الرودوبسينات البكتيرية الحسية
- هالورودوبسين
- بروتورودوبسين
- البكتيريا الزرقاء

## الردود على الاستقبال الضوئي
- الإدراك البصري
- الانتحاء ضوئي
- محور ضوئي
- إيقاع الساعة البيولوجية (ساعة الجسم)
- الفترات ضوئية